# Anders Hatlo
Anders Christian Hatlo (* 17. August 1947 in Vestre Halsen bei Larvik) ist ein norwegischer Schauspieler und Regisseur.

## Biografie
Hatlo absolvierte 1971 an der Statens teaterhøgskole (Staatliche Theaterschule) eine Schauspielausbildung und hatte 1971 sein Debüt am Oslo Nye Teater in der Rolle als Falk in der Komödie der Liebe (Kjærlighedens Komedie) von Henrik Ibsens. Von 1977 bis 1981 war er am Den-Nationale-Scene-Theater und von 1981 bis 1989 am Nationaltheatret. Ab 1992 war er wiederum am Oslo Nye Teater tätig und hatte dort als ausdrucksvoller Charakterkomiker bedeutende Auftritte in dem Musical 1995 Crazy for you und 1996 in der Komödie  Mysteriet Myrna Vep. Des Weiteren wirkte er dort an vielen weiteren  Stücken wie: Chicago, My Fair Lady, La Cage aux Folles, The Sound of Music,  Cabaret und an der Theaterversion von Olsenbanden jr. på Cirkus mit. Am Nationaltheatret wirkte er ebenfalls an mehreren bekannten  Aufführungen mit, wie in:  Til sæters von Claus Pavels Riis und in Lysistrata, Hamlet, Tod eines Handlungsreisenden (En handelsreisendes død), Die lustige Witwe (Den glade enke) sowie in Die Reise zum Weihnachtsstern (Reisen til Julestjernen). Zuletzt wirkte er seit 2006 am Oslo Nye Teater und spielte in den Stücken Hamlet und West Side Story mit. Hatlo ist auch Mitglied der norwegischen Schauspielervereinigung.
Im Film debütierte Hatlo 1972 zunächst in einer kleinen Rolle im Filmdrama Lukket avdeling, und im Fernsehen 1975 in der Kriminalserie Helmer & Sigurdson, wo er mit der Rolle als Polizist Sigurdsen gleichzeitig auch seine bekanntesten  Auftritte dort hatte.  In der norwegischen Seifenoper Hotel Cæsar trat er in der Rolle als Harald Hildring auf und führte auch in einigen Episoden der Serie die  Regie. Eine weitere Bekanntheit erreichte er in Norwegen durch seine Mitwirkung an der dortigen Olsenbande-Filmreihe, so 1977 in dem Film Olsenbanden & Dynamitt-Harry på sporet ebenfalls als Polizist Sigurdson und 1999 in Olsenbandens siste stikk als Kriminalassistent Holm. Bei jüngeren Publikum in Norwegen erreichte er ebenfalls eine größere Aufmerksamkeit, hauptsächlich durch seine Auftritte in der populären Kinderfilmreihe der Olsenbande Junior von 2001 bis 2010, in der Rolle als Polizeikommissar Hermansen.

## Film und Fernsehen
- 1972: Lukket avdeling
- 1974: Fleksnes fataliteter – Beklager, teknisk feil (Fernsehserie)
- 1974: Knutsen & Ludvigsen Dyret #2
- 1975: Helmer & Sigurdson – Nitimemordet (Fernsehserie)
- 1976: Helmer & Sigurdson – Farlig yrke
- 1977: Helmer & Sigurdson – Solospill
- 1977: Helmer & Sigurdson – Lykkespill
- 1977: Olsenbanden & Dynamitt-Harry på sporet
- 1980: Helmer & Sigurdson – Mareritt ved midtsommer (Fernsehserie)
- 1981: Helmer & Sigurdson Saken Ruth Vang
- 1981: Helmer & Sigurdson – Spøkelsesbussen
- 1981: Helmer & Sigurdson – Septembermordet
- 1981: Grønne heisen, Den
- 1983: Åpen framtid
- 1985: Adjø solidaritet
- 1985: Deilig er fjorden!
- 1986: Drømmeslottet
- 1987: På stigende kurs
- 1989: Bryllupsfesten
- 1993: Mot i Brøstet (Fernsehserie)
- 1992–1993: Lingo (Gameshow auf TVNorge, Programmleiter)
- 1994 Løvenes Konge (The Lion King)
- 1995: Radio 2 (Fernsehserie)
- 1995: Mot i Brøstet (Fernsehserie)
- 1999–2001: Hotel Cæsar (Fernsehserie)
- 1999: Olsenbandens siste stikk
- 2001: Olsenbandens første kupp (Weihnachtsserie)
- 2003: Olsenbanden Junior går under vann
- 2004: Olsenbanden Junior på rocker'n
- 2005: Olsenbanden Junior på cirkus
- 2007: Olsenbanden Junior – Sølvgruvens hemmelighet
- 2009: Olsenbanden Junior og Det sorte gullet
- 2010: Olsenbanden Junior Mestertyvens skatt
- 2010: 4-stjerners middag halv åtte (Kommentator)
- 2011: Taxi (Fernsehserie)

### Synchronsprecher
- 1985: Asterix – Sieg über Cäsar als Habeas Corpus/Tragicomix (Stimme)
- 1986: Basil, der große Mäusedetektiv
- 1986: Blackout Franks Stimme
- 1989: Asterix – Operation Hinkelstein als Asterix (Stimme)
- 1991: Kvitebjørn kong Valemon (Simme)
- 1994: Asterix in Amerika (Stimme)
- 1998: Sonny, der Entendetektiv Solan, Ludvig und Gurin mit Reverompa als Roger Jurtappen/Papegøyen Valentino/Adjutanten
- 1999: Asterix und Obelix gegen Caesar als Asterix (Stimme)
- 2000: Tiggers großes Abenteuer, Tigger (Stimme)
- 2000: Da jeg traff Jesus... med sprettert (Radiostimme)
- 2002: Asterix & Obelix: Mission Kleopatra als Asterix (Stimme)
- 2006: Asterix und die Wikinger als Asterix (Stimme)
- 2007: Die Simpsons – Der Film als Ned Flanders
- 2008: Asterix bei den Olympischen Spielen als Asterix (Stimme)

## Hörspiele am Radiotheater (Radioteatret, NRK)
- 1975; Gjengjeldelsen als Ragge
- 1980: Himmelen kan vente als Rolle
- 1983: Mannen med mitt ansikt als Walt Davis
- 1984: Ikke en penny mer, ikke en penny mindre als Bernie Zimmermann
- 1987: En studie i rødt als Mrs. Sawyer
- 1987: Siste skift als Charlie Russell
- 1989: Fru Mao als Rolle
- 1990: En fremmed i min grav als Adam
- 1993: Kystsymfonikerne als Kjell Magnus Gullheim
- 1998: Et beskyttet liv als Hesset
- 2002: Helgenen leker med ilden als Algy Fairweather
- 2003: Det sorte gull als Herbert Wang
- 2004: Den som legger et egg... als Unge Lagard
- 2004: Den som legger et egg... als Gamle Lagard

## Anderes
Hatlo und Johan Fillinger übersetzten das Musical Bloody Mary und es hatte am 30. August 1979 anschließend seine Premiere im Chat Noir-Kabarett- und Revuetheater.

## Preise
- 1996: Kritikerpreis für seinen Auftritt in dem Musical Cabaret und den Teaterlederforums ærespris für Myrna Vep
- 2011: Aud Schønemann-prisen, prämiert für seinen Einsatz in dem Stück The Producers.

## Diskografie und Veröffentlichungen

### Diskografie von Anders Hatlo zu Walt Disney’s-Märchen-Hörbüchern
| Albumtitel                                                                 | Typ | Interpret                                                    | Kassettenvermerk  | Katalognummer | Entstehungsort | Entstehungsdatum |
| -------------------------------------------------------------------------- | --- | ------------------------------------------------------------ | ----------------- | ------------- | -------------- | ---------------- |
| Walt Disney’s eventyrbånd 10: Dumbo                                        | MC  | Zusammen mit Alene                                           | Disneyland/Select | 110           | Oslo           | 1983             |
| Walt Disney’s eventyrbånd 13: De tre små griser                            | MC  | Zusammen mit Mari Maurstad, Øystein Wiik & Harald Mæle       | Disneyland/Select | 113           | Oslo           | 1985             |
| Walt Disney’s eventyrbånd 14: Pinokkio                                     | MC  | Zusammen mit Mari Maurstad, Harald Mæle & Øystein Wiik       | Disneyland/Select | 901149        | Oslo           | 1985             |
| Walt Disney’s eventyrbånd 15: Ole Brumm og honningtreet                    | MC  | Zusammen mit Harald Mæhle, Øystein Wiik & MariMaurstad       | Disneyland/Select | 115           | Oslo           | 1985             |
| Walt Disney’s eventyrbånd 16: Hiawatha                                     | MC  | Zusammen mit Mari Maurstad, Øystein Wiik & Harald Mæle       | Disneyland/Select | 119069        | Oslo           | 1985             |
| Walt Disney’s eventyrbånd 17: Våre venner i Andeby                         | MC  | Zusammen mit Øystein Wiik, Kjell G. Pedersen & Mari Maurstad | Disneyland/Select | 901179        | Oslo           | 1985             |
| Walt Disney’s eventyrbånd 19: Ole Brumm og Tigergutt                       | MC  | Zusammen mit Harald Mæle, Øystein Wiik & Mari Maurstad       | Disneyland/Select | 901199        | Oslo           | 1985             |
| Walt Disney’s eventyrbånd 20: Bompi-Bjørnene und den slemme billedhoggeren | MC  | Zusammen mit Harald Mæle, Ivar Nørve & Linn Stokke           | Disneyland/Select | 901209        | Oslo           | 1985             |
| Walt Disney’s eventyrbånd 21: Wuzzlene og tyrkefink-ungen                  | MC  | Zusammen mit Harald Mæle, Ivar Nørve & Linn Stokke           | Disneyland/Select | 901219        | Oslo           | 1985             |
| Walt Disney’s eventyrbånd 22: Mowgli i knipe                               | MC  | Zusammen mit Harald Mæle, Magnus Nielsen & Linn Stokke       | Disneyland/Select | 901229        | Oslo           | 1985             |

- Die Kassetten haben auf beiden Seiten den gleichen Inhalt.

### Weitere Veröffentlichungen
| Titel               | Komponist | Songschreiber | Plattentyp       | Interpret                     | Plattenvermerk | Katalognummer | Entstehungsort | Entstehungsdatum |
| Kom og syng en sang |           |               | Promotion-Single | Hatlo                         | RCA Victor     | PB 60189      | Oslo           | 1984             |
| Jobbe, jobbe        |           |               |                  | Hatlo                         |                |               | Oslo           | 1984             |
| Fragglene           |           |               | LP               | Zusammen mit diversen anderen | RCA Victor     | PL 70470      | Oslo           | 1984             |

## Familie
Hatlos Tochter Hege Hatlo war 2002 Miss Norwegen Anders Hatlos ältester Bruder, Stig Hatlo, hatte als Übersetzer für Zeichentrickfilme gearbeitet und war Bürgermeister für die Fremskrittspartiet in Larvik.